# Fort Frederica nationalmonument

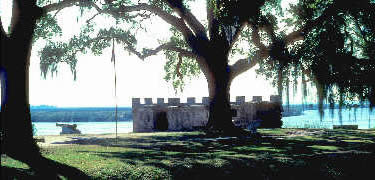
Fort Frederica nationalmonument

Fort Frederica nationalmonument ligger på St. Simons Island i delstaten Georgia i USA.
Delstatens öde avgjordes på ön St Simons 1742 då spanska och engelska styrkor drabbade samman vid fortet Frederica, som då var spanskt.
Då fortet var bemannat byggdes det med tiden upp en stad kring fortet, men när fortet övergavs dog staden ut.